# Черазито Супериоре (Изернија)
Черазито Супериоре је насеље у Италији у округу Изернија, региону Молизе.
Према процени из 2011. у насељу је живело 46 становника. Насеље се налази на надморској висини од 750 м.